# 聖十字足球會
聖十字足球會是一間位於伯南布哥州累西腓的巴西足球球會。

## 早期歷史
在1914年2月3日，11名14至16歲的年輕人，成立了一個足球學會。因為他們在聖十字教堂(Santa Cruz Church)附近的地方踢足球，所以他們就以聖十字作為名字。而聖十字教堂的位置則在累西腓的聖十字街(Santa Cruz Street)。
球會第一任管理層的名單如下:
- Abelardo Costa,
- Alexandre Carvalho,
- Augusto Flankin Uchôa Dornelas Câmara (總務),
- José Luiz Vieira (會長),
- José Glacério Bonfim,
- Luiz de Gonzaga Barbalho Ramos (首席總務),
- Orlando Elias dos Santos (體育董事),
- Oswaldo dos Santos Ramos, and
- Quintino Miranda Paes Barreto (副會長).

他們第一次的正式會議，包括決定每人的職位，球會的名稱和代表顏色。
球會的顏色是黑色和白色，後來加入了紅色，因為黑和白的配搭被另一間球會使用了。
聖十字的第一場比賽，吸引了不少人觀看，結果贏了Rio Negro7-0。Rio Negro不甘落敗，所以要求進行另一場比賽。不過，這次他們輸得更慘。聖十字即使缺少了主力球員，仍在第二場比賽贏Western Telegraph Company 9-0，令聖十字的名聲更響。
在José Luiz Vieira財政協助下，聖十字以8,500雷奧買了第一個足球。
其實聖十字頭一年差點就結束了，因為有些成員提議使用球會資金購買甘蔗榨汁機，Alexandre Carvalho強烈反對這個建議，結果救了球會一命，他認為聖十字要長期生存。
20世紀初的累西腓，足球被認為是精英運動，玩足球的主要是上層社會的男孩，或是英國公司的員工。當時種族主義十分盛行，巴西的黑人不容許玩足球。不過聖十字是伯南布哥州第一間接受黑人球員的球會，這有助球會的知名度，因為黑人在整個巴西人口中佔相當的一部份。
在1915年，聖十字上演一場經典大逆轉。在對América的賽事中，他們在落後1-5的情況下，在最後15分鐘連追6球反勝。
在1917年，球會獲准加入伯南布哥州體育聯盟。
在1919年1月30日，聖十字以3-2擊敗保地花高，這是巴西首次有北部球會擊敗南部球會。
在1931年12月13日，聖十字以2-0擊敗Torre，贏得第一次州聯賽的冠軍。
在1934年10月10日，巴西國家足球隊到訪伯南布哥州，和伯南布哥州一些球會作友誼賽。巴西國家隊先擊敗累西腓體育會(Sport Club do Recife)4-2，再以8-3擊敗Clube Náutico Capibaribe。聖十字也被國家隊以1-3擊敗。但因為船期延誤，巴西國家隊未能返回里約熱內盧，令聖十字有足夠時間準備復仇，結果第二場聖十字贏3-2。

## 黃金年代
六十年代後期和七十年代是聖十字的黃金時期，他們在這段期間獲得很大的知名度，因為他們幾乎壟斷了州聯賽冠軍。再加上他們在國家聯賽有出色表現，聖十字的知名度終遍及全國。
聖十字參與的全國賽事到了1965年開始漸見成果。在以3-1擊敗法林明高後，聖十字成了全國焦點，他們在首階段的聯賽排第一。
到了1975年，聖十字打入巴西足球甲級聯賽的準決賽，是首支東北部球隊打入這項賽事的準決賽。他們的對手是高士路，最後高士路在爭議聲中贏3-2，聖十字結果排第四，是他們目前為止最好的成績。
在1978年和1979年，聖十字連續48場不敗，是巴西第四長的不敗紀錄。同年，聖十字打入了聯賽第二階段，當時聖十字得到20分，最後以第五名完成。
直到2000年前，聖十字奪得了23次州聯賽冠軍。

## 衰落
八十年代的聖十字，兩次被降至乙組角逐，分別在1982年和1989年。自此，聖十字的表現就有所下滑。
九十年代早期，聖十字贏得三次州聯賽冠軍，分別在1990年、1993年和1995年。不過，球會在乙組角逐，令這種榮譽失色不少。
再加上，聖十字面對同市宿敵的競爭，令累西腓體育會近年有取代聖十字，壟斷州聯賽的形勢。

## 標誌

### 會歌
官方會歌從來不為人知，但一首由Lourenço da Fonseca Barbosa創作，叫 O Mais Querido (The Dearest One,最親愛的人)的歌，則十分出名，也是非官方會歌。

### 球場
阿魯達是聖十字的主場，是全球第四大的私人擁有的球場。
在1982年4月1日，球場完成重建，容量由64,000人增至110,000人。不過因為安全理由，最多的一次也只會容納90,200人，那是巴西國家隊對阿根廷國家隊在1994年3月23日上演的賽事。球場的容量後來更降至60,000人。

## 錦標
- 州聯賽冠軍(24):1931 - 1933, 1940, 1946, 1947, 1957, 1959, 1969 - 1973, 1976, 1978 ,1979, 1983, 1986, 1987, 1990, 1993, 1995, 2005

## 著名球員
- Zé Bonfim.
- Tará
- Givanildo
- Fumanchu
- Levir Culpi
- Nunes
- Carlos Alberto
- Ramón
- Birigui
- Zé do Carmo
- 李華度(Rivaldo)
- 列卡度洛查（英语：Ricardo Roberto Barreto da Rocha）(Ricardo Rocha)
- Nílson

## 歷任會長
- James Thorp
- Aristófanes de Andrade
- José Inojosa
- Jonas Alvarenga

## 外部連結
- 官方網站